# Crenicichla tigrina
Crenicichla tigrina är en fiskart som beskrevs av Ploeg, Jégu och Ferreira, 1991. Crenicichla tigrina ingår i släktet Crenicichla och familjen Cichlidae. Inga underarter finns listade i Catalogue of Life.